# Dopolavoro Ferroviario Trieste 1973
Questa voce raccoglie le informazioni riguardanti il Dopolavoro Ferroviario Trieste nelle competizioni ufficiali della stagione 1973.

## Maglie e sponsor
| 1ª divisa |